# Хронологія Ленінопаду (2018)
У цій статті в хронологічному порядку наведено перелік подій, які відбувалися в рамках Ленінопаду. Перший головний розділ вміщує демонтажі, знесення та повалення пам'ятників Володимирові Леніну. Окремими розділами наведені події демонтажів та повалень пам'ятників іншим комуністичним діячам, а також ліквідації радянських символів під час Ленінопаду. Окрім того, окремо наведено перелік подій, під час яких демонтажам, знесенням чи пошкодженням яких чинили опір. Перелік подій, дата яких невідома, також поданий окремим розділом.
У випадку демонтажу пам'ятки це може не бути вказано. Якщо пам'ятник повалено або демонтовано з примітками — це вказується додатково.

## Знесення і демонтаж пам'ятників Леніну

### Лютий
- 22 лютого, с. Ковбащина, Коростенський район, Житомирська область. Демонтовано пам'ятник Леніну, питання про демонтаж якого хотіли виносити на сесію обласної ради. Демонтаж сильно затримався через те, що цей пам'ятник не перебував на балансі жодної організації.[1]

### Березень
- 7 березня, с. Видибор, Черняхівський район, Житомирська область. Демонтовано другий пам'ятник Леніну на Житомирщині, питання про демонтаж якого хотіли виносити на сесію обласної ради.[2]
- 12 березня, с. Привільне, Генічеський район, Херсонська область.[3]

### Квітень
- 18 квітня, с. Старокозаче, Білгород-Дністровський район, Одеська область. Знесено пам'ятник Леніну.[4]

### Травень
- 12 травня, м. Очаків, Миколаївська область. Знесено голову Леніна на скульптурній композиції «Ленін і Горький», яка розташована на Приморському спуску.[5] Ця скульптура не перебувала на балансі жодної організації, тому її не демонтували коштом міськради.[6]

### Червень
- 21 червня, смт Тернувате, Новомиколаївський район, Запорізька область. Демонтовано пам'ятник Леніну без голови.[7]

### Липень
- 20 липня, смт Кирилівка, Якимівський район, Запорізька область. Знесено пам'ятник Леніну на території санаторію.[8]

### Вересень
- 6 вересня, с. Нові Трояни, Болградський район, Одеська область. Пам'ятник демонтовано місцевою владою.[9]

### Жовтень
- 21 жовтня, c. Димівське, Новоодеський район, Миколаївська область.[10][11][12]
- 21 жовтня, с. Підлісне, Новоодеський район, Миколаївська область.[10][11][12]
- 21 жовтня, с. Червоноволодимирівка, Новоодеський район, Миколаївська область.[10][11][12]

### Листопад
- 11 листопада, с. Круподеринці, Оржицький район, Полтавська область. Демонтовано пам'ятник Леніну.[13][14][15]
- 16 листопада, м. Рубіжне, Луганська область. Демонтовано пам'ятник Леніну на території заводу «Зоря».[16]

## Повалення та пошкодження пам'ятників Леніну поза межами України
- 6 березня, м. Белонія, штат Трипура, Індія. Повалено пам'ятник Леніну.[17]

## Ліквідація пам'ятників іншим комуністичним діячам та інших радянських символів
Під час Ленінопаду повалили, демонтували чи пошкодили низку пам'ятників іншим комуністичним діячам, а також інші радянські символи.

### Січень
- 4 січня, м. Харків. На будинку обласного апеляційного суду розбито дошку російською мовою на честь червоних командирів радянсько-української війни, Фрунзе, Ворошилова, Дзержинського, Єгорова, Блюхера, Якіра, Пархоменка та Дубового, які працювали в складі військових штабів, що розташовувалися в цій будівлі.[18]
- 5 січня, м. Чугуїв, Харківська область. Знесено та розбито бюст радянському політичному та партійному діячу Михайлу Калініну.[18]
- 5 січня, м. Харків. Знесено та розбито дошку першому загону червоного козацтва (більшовицький клон вільного козацтва) на вул. Катериненській та дошку комуністу Попандопуло на вул. Черепанових.[18]
- 10 січня, с. Клесів, Сарненський район, Рівненська область. Демонтовано пам'ятник Герою Радянського Союзу Миколі Кузнєцову.[19]

### Лютий
- 7 лютого, м. Черкаси. Демонтовано пам'ятник «героям жовтневої революції та громадянської війни».[20]
- 22 лютого, м. Львів. Демонтовано пам'ятну дошку на честь «Сельробу».[21]

### Березень
- 12 березня, с. Терехове, Бердичівський район, Житомирська область. Демонтовано останнього Котовського в області.[22]
- 19 березня, с. Красівка, Бердичівський район, Житомирська область. Демонтовано останнього Щорса в області.[23]
- 19 березня, м. Бердичів, Житомирська область. Демонтовано дошку Ватутіну.[24]
- 20 березня, м. Боярка, Києво-Святошинський район, Київська область. Демонтовано пам'ятник Павлу Корчагіну, літературному герою роману М. Островського «Як гартувалася сталь», що пропагував боротьбу за встановлення радянської влади в Україні.[25]
- 22 березня, с. Заводівка, Березівський район, Одеська область. Демонтовано останній на території регіону пам'ятник Сергію Кірову, встановлений поряд з місцевим будинком культури.[26]

### Квітень
- 10 квітня, Київська область. Знеголовлено пам'ятник комсомольцям 1919 року[27]
- 14 квітня, м. Сєвєродонецьк, Луганська область. Демонтовано орден Леніна з прохідної заводу «Азот»[28]
- 25 квітня, м. Рубіжне, Луганська область. Демонтовано орден Леніна[29]
- 27 квітня, м. Ніжин, Чернігівська область. Демонтовано пам'ятну табличку борцям за радянську владу.[30]
- 29 квітня, м. Харків. Демонтовано дві дошки комуністам, на честь Юхима Тинякова, який був одним з організаторів радянської окупації Харкова, й Олександру Скороходу, який грабував українських селян і загинув у 1919 році.[31]
- 29 квітня, с. Кам'янка, Тростянецький район, Сумська область. Демонтовано погруддя Ватутіну.[32]

### Травень
- 6 травня, м. Харків. Повалено бюст маршала СРСР Жукова.[33] Наступного дня місцева влада повернула його на попереднє місце.[34]
- 6 травня, м. Кременчук, Полтавська область. Демонтовано табличку комуністичному діячу Гаєвському[35]
- 7 травня, м. Сєвєродонецьк, Луганська область. ТОВ «ОХЖДТ» проведено демонтаж двох металевих зображень серпа й молота, що розташовувалися на стелі, присвяченій праці. А також, на фасаді будівлі однієï торгівельноï бази на вулиці Богдана Ліщіни зафарбували напис російською мовою «60 лет великого октября».[36]
- 9 травня, м. Харків. Розбито дошку на честь комсомолу на вулиці Алчевських.[37]
- 10 травня, м. Сколе, Сколівський район, Львівська область. Демонтовано скульптуру радянського солдата[38]
- 11 травня, м. Кам'янське, Дніпропетровська область. Декомунізовано стелу «Слава Советским Воинам-Освободителям». З назви прибрано слово «Советским», а на місце цього слова були нафарбовані смуги кольору державного прапору України[39].
- 18 травня, м. Миколаїв. Демонтовано барельєф Леніну на стіні Миколаївського суднобудівного заводу.[40]
- 22 травня, м. Львів. Демонтовано три комуністичні дошки, які були присвячені Богдану Дудикевичу, Юрію Мельничуку, 70-річчю Жовтня та таблички із колишніх вулиць Жовтневої та генерала Карбишева.[41]
- 30 травня, м. Полтава. Після громадського тиску активістів демонтовано дошку Щорсу на Полтавській державній аграрній академії на вулиці Сковороди.[42]

### Червень
- 3 червня, м. Харків. Демонтовано дошку Жукову на фасаді школи №127[43]
- 6 червня, м. Сєвєродонецьк, Луганська область. Розпочато демонтаж панно з Леніним на будівлі ДП ЗАТ «Сєвєродонецька автобаза».[44]
- 11 червня, смт Коротич, Харківський район, Харківська область. Демонтовано орден Великої Вітчизняної війни.[45]
- 19 червня, м. Одеса. Демонтовано зірки на будівлі військової частини ВМС.[46]
- 19 червня, м. Харків. Демонтована табличка назви вулиці командарма Корка.[47]
- 19 червня, с. Кальник , Мукачівський район, Закарпатська область. Демонтовано серп-молот на в'їзді до села.[48]
- 20 червня, м. Звенигородка, Звенигородський район, Черкаська область. Демонтовано обеліск борцям за владу рад.[49]
- 21 червня, м. Богодухів, Богодухівський район, Харківська область. Демонтовано радянський орден на постаменті з танком Т-34-85.[50]
- 22 червня, м. Полтава. Демонтовано таблички зі старими назвами вулиць, які носили назви на честь комуністичних діячів.[51]
- 24 червня, м. Сєвєродонецьк, Луганська область. Закрито банером мозаїчне панно з зображенням серпа та молота.[52]
- 28 червня, с. Старе, Бориспільський район, Київська область. Повалено бюст Фрунзе. Ймовірно належав колишньому навчальному центру Київського вищого загальновійськового командного училища ім. Фрунзе.[53]

### Липень
- 3 липня, м. Полтава. Демонтовано пам'ятні дошки Луначарському та Крупській.[54]
- 5 липня, м. Харків. Демонтовано вуличні покажчики на честь командарма Корка[55]
- 16 липня, м. Сновськ, Сновський район, Чернігівська область. Демонтовано комуністичну зірку з серпом та молотом.[56]
- 20 липня, м. Харків. Вчергове демонтовано дошку маршалу Жукову на фасаді школи, яку вперто відновлюють.[57]
- 21 липня, м. Гадяч, Полтавська область. Демонтовано погруддя Карлу Марксу в міському парку.[58]
- 26 липня, м. Одеса. Демонтовано серп і молот.[59]

### Серпень
- 2 серпня, м. Чернігів. На музейних експонатах літаків, які розташовані на території колишнього Чернігівського авіаційного училища, були зафарбовані зірки.[60]
- 5 серпня, м. Вінниця. На літаках у військово-історичному музеї Повітряних сил замальовано червоні зірки.[61]
- 25 серпня, Верецький перевал. Демонтовано пам'ятник радянському солдату-окупанту.[62]
- 28 серпня, м. Київ. Демонтовано дошку Ежену Потьє.[63]
- 28 серпня, м. Київ. Демонтовано серп і молот на мості.[64]

### Вересень
- 20 вересня, м. Львів. Демонтовано серпи та молоти по вул. Гнатюка[65]
- 25 вересня, м. Харків. Демонтовано дошку Роберту Ейдеману.[66]
- 28 вересня, м. Харків. Демонтовано дошку Дмитру Клапцову.[67]
- 30 вересня, м. Харків. Демонтовано дошку на честь 60-річчя жовтня.[68]
- с. Кошелівка, Пулинський район, Житомирська область. Демонтовано пам'ятник Фрунзе.<ref</ref>
- с. Стара Олександрівка, Пулинський район, Житомирська область. Демонтовано пам'ятник Щорсу.<ref</ref>
- смт Пулини, Пулинський район, Житомирська область. Демонтовано серп і молот.[69]
- м. Херсон. Замінено орден «Перемоги» на тризуб.[70]

### Жовтень
- 2 жовтня, Котельва, Котелевський район, Полтавська область. Демонтовано табличку з гербом УРСР.[71]
- 19 жовтня, м. Лисичанськ, Луганська область. Демонтовано два герби СРСР[72]
- 26 жовтня, м. Київ. Замінено таблички з назвами станції метро «Петрівка» на «Почайна».[73]
- м. Рубіжне, Луганська область. Демонтовано дошку комсомольцям.[74]
- с. Грицаївка, Білокуракинський район, Луганська область. Демонтовано серпи та молоти.[75]
- м. Сєвєродонецьк, Луганська область. Демонтовано серпи та молоти на табличці організації ветеранів міськради.[76]
- 3 жовтня, с. Миколаївка, Білокуракинський район, Луганська область. Демонтовано погруддя Петра Шелеста.[77]
- м. Харків. Демонтовано дошку Селявкіну та комсомольцям.[78]
- м. Київ. Демонтовано рештки дошки Щусєву, дошку Потьє та дошку Жаданівському.[79]
- с. Нова Астрахань, Кремінський район, Луганська область. Демонтовано стелу «Колхоз ім. Леніна».[80]
- м. Старобільськ, Старобільський район, Луганська область. З обеліска комсомольської слави демонтовано радянські ордени.[81]

### Листопад
- 1 листопада, м. Сєвєродонецьк, Луганська область. Демонтовано 4 комуністичних меморіальних дошки.[82]
- 11 листопада, с. Великоселецьке, Оржицький район, Полтавська область. Демонтовано памятник Котовському.[83]
- 13 листопада, м. Лисичанськ, Луганська область. Демонтовано дошку на честь 50-річчя СРСР.[84]
- 14 листопада, м. Чернівці. Демонтовано пам’ятник радянському письменнику Максиму Горькому.[85]
- 23 листопада, м. Київ. Демонтовано дошку Володимиру Затонському.[86][87]
- 24 листопада, м. Дніпро. Демонтовано дошку з обличчям Леніна.[88]
- 24 листопада, м. Київ. Демонтовано дошку на честь 50-річчя радянської влади на Лук'янівці.[89]
- м. Київ. Демонтовано дві дошки Петрові Запорожцю.[90]
- с. Нова Астрахань, Кремінський район, Луганська область. Демонтовано два серп-молоти та напис «колхоз».[91]
- м. Сєвєродонецьк, Луганська область. Демонтовано дві дошки, на честь комсомольців і на честь 60-річчя СРСР.[92]
- м. Одеса. Демонтовано дошку членам колегії іноземної пропаганди КП(б)У.[93]

### Грудень
- 8 грудня, м. Дніпро. Демонтовано дошку на честь дня народження Леніна.[94]
- 17 шрудня, м. Львів. Розпочато демонтаж Монументу Слави.[95]
- 18 грудня, м. Харків. Демонтовано 4 дошки на честь Леоніда Красіна, Йоні Якіра, комуністів-добровольців та на честь 50-річчя жовтня, що розміщувалися на будівлях НТУ «ХПІ».[96]
- 22 грудня, м. Чернігів. Демонтовано декілька п'ятикутних зірок з фасаду вокзалу.[97]
- 29 грудня, м. Яремче, Івано-Франківська область. Демонтовано бюст Семену Руднєву.[98]
- м. Харків. Зафарбовано георгіївську стрічку на меморіальній дошці на вулиці Світлій.[99]
- с. Дубинове, Савранський район, Одеська область. Демонтовано серп-молот.[100]
- м. Білопілля, Білопільський район, Сумська область. Демонтовано інформаційний стенд на станції Білопілля.[101]

## Цікаві факти
- В липні 2016 року було демонтовано всього два пам'ятника чи погруддя Леніну. Цей факт свідчить про значне очищення підконтрольної території України від символів тоталітаризму. Станом на початок серпня 2016 року пам'ятники та погруддя Леніну були повністю демонтовані в переважній більшості районних центрів та міст, прибрані з центральних площ всіх підконтрольних обласних та районних центрів. Натомість, на початок серпня всього в Україні із приблизно 1600 (сума знесених + ті, що лишились) лишалось близько 600 пам'ятників Леніну, з яких половина — на окупованих Росією і терористами територіях.

 — місто Київ, в якому пам'ятники протягом періоду відповідно демонтовані/знесені
 — обласні центри України, в яких пам'ятники протягом періоду відповідно демонтовані/знесені
 — міста, в яких пам'ятники протягом періоду відповідно демонтовані/знесені
 — селища, села, селища міського типу, в яких пам'ятники протягом періоду відповідно демонтовані/знесені